# Megaloníquids
Els megaloníquids (Megalonychidae) són una família extinta de xenartres descrita per Johann Karl Wilhelm Illiger (1775-1813) el 1811. Anteriorment es consideraven un tàxon vivent perquè incloïen els peresosos didàctils (Choloepus), però un estudi del 2019 classificà aquests últims en la seva pròpia família, Choloepodidae, i deixà els megaloníquids sense representants vivents.